# Hamerton
Hamerton est un village du Cambridgeshire, en Angleterre.